# 爱德华·皮布拉多
爱德华·皮布拉多（英語：Edward Pitblado，1896年2月23日—1977年12月2日），英国男子冰球运动员，场上位置是前锋。他曾代表英国国家队参加1924年冬季奥林匹克运动会冰球比赛，获得一枚铜牌。